# Cistaceae
Le Cistacee (Cistaceae Juss) sono una famiglia di piante angiosperme dicotiledoni dell'ordine Malvales.

## Descrizione
La famiglia comprende piante fruticose, raramente erbacee con i giovani fusti cilindrici o tetragonali. 

Le foglie sono generalmente opposte ma possono essere a volte verticillate e raramente alternate, picciolate o sessili, con o senza stipole, a lamina intera.

I fiori sono ermafroditi e pentameri, solitari o in infiorescenze racemose. 

Il calice è formato da sepali ineguali che a volte possono essere solo tre. Quando i sepali sono cinque i due esterni differiscono dai tre interni.

La corolla ha normalmente cinque petali, eccezionalmente tre, di colore bianco, giallo o rosso.

Gli stami sono numerosi e liberi, i più esterni possono, a volte, essere sterili.

L'ovario supero è formato da 3-5 carpelli fusi, la placentazione è parietale; lo stilo è semplice e cilindrico.

Il frutto è una capsula deiscente per mezzo di quattro valve.
I semi sono piccoli e con embrione ricurvo.

L'impollinazione è entomofila e i fiori che mancano di nettari, per favorire questa, producono un'ingente quantità di polline.

## Distribuzione e habitat
Le specie di questa famiglia sono per la maggior parte distribuite nelle zone temperate di Eurasia, Nord Africa e Nord America, con la maggiore biodiversità concentrata nel bacino del Mediterraneo; alcune specie si trovano anche nelle zone tropicali e subtropicali del Nuovo Mondo.
In Italia sono presenti circa 40 specie, spesso aromatiche, appartenenti ai generi Cistus, Fumana, Helianthemum e Tuberaria. Molte sono caratteristiche della macchia mediterranea.

## Tassonomia
Il sistema Cronquist assegnava la famiglia all'ordine Violales, mentre la moderna classificazione APG la assegna alle Malvales.
La famiglia comprende circa 180 specie nei seguenti generi:
- Cistus L.
- Crocanthemum Spach
- Fumana (Dunal) Spach
- Helianthemum Mill.
- Hudsonia L.
- Lechea Kalm
- Pakaraimaea Maguire & P.S.Ashton
- Tuberaria (Dunal) Spach